# Eli'ezer Avtabi
Eli'ezer Avtabi (hebrejsky: אליעזר אבטבי, narozen 1938) je izraelský politik a bývalý poslanec Knesetu za stranu Mafdal.

## Biografie
Narodil se ve městě Takab v Íránu. V roce 1950 přesídlil do Izraele. Vystudoval střední školu. Byl členem vesnice Šibolim.

## Politická dráha
Byl aktivní v hnutí mošavů napojených na hnutí Mizrachi a byl členem sekretariátu hnutí ha-Po'el ha-Mizrachi. Zastával post místostarosty Oblastní rady Azata a člena vedení regionálních podniků v Negevu.
V izraelském parlamentu zasedl poprvé po volbách v roce 1973, do nichž šel za Mafdal. Byl členem výboru pro ekonomické záležitosti, výboru práce a výboru finančního. Předsedal podvýboru petičnímu. Opětovně byl zvolen ve volbách v roce 1977. Nastoupil jako člen do výboru pro ekonomické záležitosti a výboru finančního. Mandát si udržel i po volbách v roce 1981. Stal se členem výboru pro ekonomické záležitosti, výboru finančního a výboru pro zahraniční záležitosti a obranu.